# 非装甲戦闘車両一覧
非装甲戦闘車両一覧（ひそうこうせんとうしゃりょういちらん）では、世界の非装甲戦闘車両を挙げる。

## 近代以前
- チャリオット
- 破城槌
- 攻城塔

## 戦間期

### 大日本帝国
- 九三式側車付自動二輪車
- 九三式六輪乗用車
- 九四式六輪自動貨車
- 九五式小型乗用車
- 九七式側車付自動二輪車
- 九八式四輪起動乗用車
- 九八式鉄道牽引車
- 一〇〇式鉄道牽引車

## 第二次世界大戦期

### 大日本帝国
- 一式自動三輪車

### アメリカ合衆国
- ジープ
- ダッジ WC

## 第二次世界大戦後

### アメリカ合衆国
- ジープ
- M38／M38A1
- M151
- ハンヴィー
- IFAV
- RSOV
- LSV

### イギリス
- ランドローバー・ウルフ WMIK

### イスラエル
- M325 ヌンヌン
- M462 Abir
- AIL ストーム

### スペイン
- VAMTAC

### 韓国
- K-111
- K-131

### 日本
- 三菱・ジープ
- 高機動車

- 1/2ｔトラック(73式小型トラック)
- 1 1/2tトラック(73式中型トラック) - 1トン半救急車
- 3 1/2tトラック(73式大型トラック) - 除染車 - 軽レッカ - 3トン半ダンプ - 3トン半水タンク車
- 7tトラック(74式特大型トラック) - 重レッカ - 特大型ダンプ - 中砲けん引車
- 中型セミトレーラ
- 73式特大型セミトレーラ
- 特大型運搬車
- 重装輪回収車

### フランス
- プジョー・P4

- GBC 180
- TRM 2000
- TRM 10000

### ソビエト連邦/ロシア
- UAZ-469

- ウラル4320